# 大渡口镇 (泸州市)
大渡口镇，是中华人民共和国四川省泸州市纳溪区下辖的一个乡镇级行政单位。2019年被评为中国文化百强镇。
2019年12月，将安富街道火炬社区和新乐镇铜鼓村所属行政区域划归大渡口镇管辖。

## 行政区划
大渡口镇下辖以下地区：
锦衣社区、民强村、光明村、双龙村、民生村、大坳村、栗木村、坪桥村、玉村、大坪村、银地村、天堂村、鹿羊村、红联村、青龙村、双河村、金竹村、太河村、共和村和象鼻村。